# Turmix
 (janvier 2024).

Logo

Turmix est une marque suisse d'appareils ménagers. Ce fabricant, qui formait jusqu'en 2006 une société anonyme dont le siège se situait à Jona, appartient depuis 1990 à la société Diethelm Keller Brands SA, basée à Zurich.

## Histoire
La société Turmix a été fondée par Traugott Oertli en 1933 et s'appelait alors Techag SA. Le nom de Turmix est un mot-valise formé de «tourner» et de «mixer». Turmix compte parmi les premières entreprises suisses qui se sont fait un nom dans l'électroménager et qui font encore partie des leaders dans ce domaine à l'heure actuelle. 
Après l'invention du mixeur Turmix Original en 1943 et d'un nouveau type de centrifugeuse dans les années 1950, Turmix a développé en 1974 la première machine à expresso pour particuliers et en 1986, pour le compte de Nestlé, une machine à café pour le système de capsules Nespresso. 
La gamme de produits comprend, outre les machines à café, des ustensiles de cuisine électriques comme des mixeurs manuels, des mixeurs fixes, des machines de cuisine, des cuiseurs vapeur et des humidificateurs.
En 1990, la marque a été rachetée par Diethelm & Co. En 1994, elle prend pour slogan Ghost in the machine. Depuis le 1er avril 2006, Turmix ainsi que les deux marques suisses d'électroménager Koenig et Zyliss sont regroupées sous un même toit et gérées par la société DKB Household SA en Europe. C'est également à ce moment-là que Turmix SA a fusionné avec l'ancienne société Koenig Appareils SA (aujourd'hui DKB Household Switzerland SA) et que et la société anonyme a été dissoute. Par la suite, Turmix a continué à être commercialisée en tant que marque à part entière au sein de la société DKB.

## Liens
- Site de Turmix